# HIF3A
HIF3A (англ. Hypoxia inducible factor 3 alpha subunit, укр. фактор, що індукується гіпоксію 3, альфа субодиниця) – білок, який кодується однойменним геном, розташованим у людей на короткому плечі 19-ї хромосоми. Довжина поліпептидного ланцюга білка становить 669 амінокислот, а молекулярна маса — 72 433.
| 10         |  | 20         |  | 30         |  | 40         |  | 50         |
| ---------- |  | ---------- |  | ---------- |  | ---------- |  | ---------- |
| MALGLQRARS |  | TTELRKEKSR |  | DAARSRRSQE |  | TEVLYQLAHT |  | LPFARGVSAH |
| LDKASIMRLT |  | ISYLRMHRLC |  | AAGEWNQVGA |  | GGEPLDACYL |  | KALEGFVMVL |
| TAEGDMAYLS |  | ENVSKHLGLS |  | QLELIGHSIF |  | DFIHPCDQEE |  | LQDALTPQQT |
| LSRRKVEAPT |  | ERCFSLRMKS |  | TLTSRGRTLN |  | LKAATWKVLN |  | CSGHMRAYKP |
| PAQTSPAGSP |  | DSEPPLQCLV |  | LICEAIPHPG |  | SLEPPLGRGA |  | FLSRHSLDMK |
| FTYCDDRIAE |  | VAGYSPDDLI |  | GCSAYEYIHA |  | LDSDAVSKSI |  | HTLLSKGQAV |
| TGQYRFLARS |  | GGYLWTQTQA |  | TVVSGGRGPQ |  | SESIVCVHFL |  | ISQVEETGVV |
| LSLEQTEQHS |  | RRPIQRGAPS |  | QKDTPNPGDS |  | LDTPGPRILA |  | FLHPPSLSEA |
| ALAADPRRFC |  | SPDLRRLLGP |  | ILDGASVAAT |  | PSTPLATRHP |  | QSPLSADLPD |
| ELPVGTENVH |  | RLFTSGKDTE |  | AVETDLDIAQ |  | DADALDLEML |  | APYISMDDDF |
| QLNASEQLPR |  | AYHRPLGAVP |  | RPRARSFHGL |  | SPPALEPSLL |  | PRWGSDPRLS |
| CSSPSRGDPS |  | ASSPMAGARK |  | RTLAQSSEDE |  | DEGVELLGVR |  | PPKRSPSPEH |
| ENFLLFPLSL |  | SFLLTGGPAP |  | GSLQDPSTPL |  | LNLNEPLGLG |  | PSLLSPYSDE |
| DTTQPGGPFQ |  | PRAGSAQAD  |  |            |  |            |  |            |

A: Аланін

C: Цистеїн

D: Аспарагінова кислота

E: Глутамінова кислота

F: Фенілаланін

G: Гліцин

H: Гістидин

I: Ізолейцин

K: Лізин

L: Лейцин

M: Метіонін

N: Аспарагін

P: Пролін

Q: Глутамін

R: Аргінін

S: Серин

T: Треонін

V: Валін

W: Триптофан

Кодований геном білок за функціями належить до репресорів, білків розвитку. 
Задіяний у таких біологічних процесах, як апоптоз, відповідь на стрес, транскрипція, регуляція транскрипції, ангіогенез, альтернативний сплайсинг. 
Локалізований у цитоплазмі, ядрі, мітохондрії.

## Структура
Будь-які тварини, від ссавців до комах, мають спільний механізм, котрий пов'язує чутливість до змін парціального рівня кисневого тиску (pO2) із змінами регуляції транскрипції.
Усі HIF є членами родини білків bHLH/PAS, що містять один N-кінцевий домен базової basic-helix–loop–helix (bHLH) і два домени Per-ARNT-Sim (PAS), які є посередниками зв'язування та димеризації ДНК відповідно. Киснезалежний домен деградації “oxygen-dependent degradation domain” (ODDD) присутній тільки в ізоформах HIFa та контролює стабільність протеїну. N-кінцевий трансактиваційний домен (NTAD), у ізоформах HIFa та C-кінцевий трансактиваційний домен (англ. C-terminal transactivation domai”, CTAD), як в ізоформах HIFa, так і HIFb, сприяють активації гена-мішені .
HIF3a спочатку ідентифікували як член родини білків bHLH-PAS у мишей групи Gu. Вони клонували комплементарну ДНК, яка кодує поліпептид 662-амінокислоти з ідентифікацією амінокислотної послідовності до HIF1a та HIF2a (відповідно 57% та 53%) розташованих на N-кінці bHLH-PAS домену. C-кінець цієї молекули представлено 36-амінокислотною послідовністю, котра на 61% подібна до HIF1a ODDD.
Унікальні структурні особливості HIF3a включають наявність одного гідроксильованого проліну у киснезалежної ділянки розщеплення (oxygen-dependent degradation domain) ODDD та домену лейцинової блискавки (LZIP), який бере участь у взаємодії білків-протеїнів, замість CTAD (C- термінальний транзактиваційний домен) на C-кінці молекули.
Як і HIF1a та HIF2a, HIF3a здатен димеризуватися з субодиницею HIFb, в результаті гетеродимер детектує елемент відповіді гіпоксії HRE (англ. hypoxia response element) на промоторі генів-мішеней. Крім того, взаємодія HIF3a-HIFb відбувається in vivo, де активність HIF3a регулюється внаслідок низького кисневого рівня тиску та CoCl2, агент, що імітує гіпоксію.
кДНК HIF3a людини була потім клонована, а 667-амінокислотна послідовність цієї молекули була на 81,9% гомологічною та структурно подібною до HIF3a миші.
Геномна організація локусу HIF3a включає в себе змінну кількість екзонів залежно від виду. Зокрема, локус миші в хромосомі 7 складається з 18 екзонів. Два екзони (1 і 1а) містять альтернативні стартові сайти. Аналогічним чином, локус людини в хромосомі 19 складається з 19 екзонів, а в екзонах 1a, 1b та 1c розташовані три альтернативних стартових сайта.
Структура субодиниці: Ізоформа-2 взаємодіє (через ODD-домен) з VHL (через бета-домен). Ізоформа-3 взаємодіє з HIF1A; взаємодія пригнічує зв'язування HIF1A з гіпоксично-реактивним елементом (HRE) та HIF1A / ARNT-залежною активацією транскрипції. Ізоформа-4 взаємодіє з ARNT; взаємодія відбувається залежною від HIF1A- та ДНК-зв'язувальністю і не викликає HIF1A / ARNT-залежну активацію транскрипції (PubMed: 16126907). Ізоформа-5 взаємодіє з EPAS1. Взаємодіє з BAD, BCL2L2 та MCL1.

## Функції
Білок, кодований цим геном, є альфа-3 субодиницею одного з декількох альфа/бета-субодиниць гетеродимерних транскрипційних факторів, які регулюють багато адаптивних реакцій на низьку концентрацію кисню (гіпоксії). Альфа-3-субодиниця не має домену трансактивації, на відміну від альфа-1 або альфа-2 субодиниці. Вважається, що фактори, що містять альфа-3-субодиницю, є негативними регуляторами експресії генів індукованих гіпоксією. Для HIF3A гена вже знайдено декілька варіантів альтернативного сплайсингу.
Діє як регулятор гіпоксично-індукованої експресії генів. Виконує свою функцію як інгібітор ангіогенезу в гіпоксичних клітинах рогівки. Грає роль у розвитку кардіореспіраторної системи. Може також бути залученим до апоптозу.
Ізоформа 2: Знижує здатність транскрипційного фактора HIF1A зв'язуватися з гіпоксичними реактивними елементами (HRE), котрі локалізовані в межах енхансеру/промотора генів, що індукуються гіпоксією, таким чином інгібує HRE-керовану транскрипційну активацію.
Ізоформа 3: Знижує здатність транскрипційного фактора HIF1A зв'язуватися з елементами, що реагують на гіпоксію (HRE), котрі локалізовані в межах енхансеру/промотора генів, що індукують гіпоксією, таким чином інгібує HRE-керовану транскрипційну активацію.
ізоформа 4: Знижує здатність транскрипційного фактора HIF1A та EPAS1 / HIF2A зв'язуватися з елементами, що реагують на гіпоксію (HRE), розташованих в межах енхансеру/промотора генів, що індукуються гіпоксією, пригнічуючи HRE-керовану транскрипційну активацію. Може виступати як супресор пухлин, пригнічувати злоякісні трансформації клітин.
Ізоформа 5: Знижує здатність транскрипційного фактора HIF1A зв'язуватися з елементами, що реагують на гіпоксію (HRE), локалізованих в межах енхансера/промотора генів, що індуковани гіпоксією,інгібує транскрипційну активацію, керовану HRE.